# Hartley, Northumberland
Hartley är en by i civil parish Seaton Valley, i grevskapet Northumberland i England. Byn är belägen 12 km från Morpeth. Hartley var en civil parish 1866–1912 när blev den en del av Seaton Delaval och Monkseaton. Civil parish hade 1 688 invånare år 1911.